# Micropterix myrtetella
Micropterix myrtetella là một loài bướm đêm thuộc họ Micropterigidae. Nó được Philipp Christoph Zeller mô tả năm 1850. Loài này có ở Ý, Áo, Cộng hòa Séc, Slovakia, Hungary, Croatia, Serbia và Montenegro, Albania, Macedonia, Bulgaria, Hy Lạp, România và Ukraina.
Chiều dài cánh trước là 2.2–2.8 mm đối với con đực và 2.7–3 mm đối với con cái.

## Phụ loài
- Micropterix myrtetella myrtetella
- Micropterix myrtetella idae Rebel, 1902 (Hy Lạp)